# راپولت
راپولت (به مجاری:  Rápolt) یک منطقهٔ مسکونی در مجارستان است که در سابولچ-ساتمار-برگ واقع شده‌است. راپولت ۳٫۲۳ کیلومتر مربع مساحت و ۱۳۶ نفر جمعیت دارد.